# ブダペスト南駅
座標: 北緯47度29分58秒 東経19度01分30秒 / 北緯47.49944度 東経19.02500度
ブダペスト南駅（ハンガリー語: Déli pályaudvar）はハンガリーの首都ブダペスト1区(ブダ側)にあるターミナル駅である。ブダペスト市内ではブダペスト東駅、ブダペスト西駅に次いで3番目に大きな鉄道駅である。南駅からは主にバラトン湖方面などハンガリー南部の都市へ向かう国内列車が発着する。東駅に国際列車の発着が移る以前はザグレブ方面へ向かう列車も発着していた。駅はオーストリア南部鉄道のターミナル駅として1861年に開業した。1960年代から1970年代中頃にかけて駅の近代化が行われている。東駅とはブダペスト地下鉄2号線(M2)によって結ばれている。